# Rheinisches Museum für Philologie
Das von Ernst Bickel 1950 wiederbegründete Rheinische Museum für Philologie (RhM) ist die weltweit älteste Fachzeitschrift im Bereich der Altertumswissenschaften und besteht bis heute.

## Geschichte der Zeitschrift
Ursprünglich wurde die Zeitschrift 1827 von Barthold Georg Niebuhr als Rheinisches Museum für Philologie, Geschichte und griechische Philosophie begründet, zunächst in Verbindung mit dem parallelen Rheinischen Museum für Jurisprudenz (J. C. Hasse). Doch schon nach drei Ausgaben wurde die Zeitschrift 1829 wieder eingestellt. Ein zweiter Gründungsversuch 1832/33 unter dem kürzeren Titel Rheinisches Museum für Philologie war etwas erfolgreicher. Die Zeitschrift konnte sechs Jahre lang bis 1838/39 erscheinen, während das Rheinische Museum für Jurisprudenz – nach dem überraschenden Tod Hasses im Jahr 1830 und zuletzt u. a. geführt von Bethmann-Hollweg – 1835 bereits endgültig eingestellt wurde. Den endgültigen Durchbruch brachte erst die dritte Gründung. Seit 1842 erscheint die Zeitschrift in ununterbrochener Folge in einer neuen Serie. Bis 1887 erschien die Zeitschrift zum Teil auch noch (ohne die Charakterisierung) als (Rheinisches) Museum für Philologie.
Bis 1839 wurde die Zeitschrift vom Bonner Verlag von Eduard Weber aufgelegt, heute erscheint sie viermal im Jahr im J. D. Sauerländer’s Verlag, Bad Orb. Das Rheinische Museum ist heute am Lehrstuhl für Klassische Philologie an der Universität zu Köln angesiedelt. Herausgeber sind Peter Schenk und Stephan Schröder in Zusammenarbeit mit Bernd Manuwald, Markus Schauer, und Clemens Zintzen. Beiträge können in den Sprachen Deutsch, Englisch, Französisch, Italienisch und Latein erscheinen. Die Inhalte sind breit gefächert und können Geschichte und Kulturgeschichte der Klassischen Antike umfassen, beschränken sich jedoch in erster Linie auf philologische Themen. Neben den regulären Ausgaben erscheinen Supplemente, Sonderhefte und Register.
Neben dem Philologus (1846), Mnemosyne (Niederlande, 1852, heute in erster Linie mit englischsprachigen Artikeln), Hermes (1866), den Wiener Studien (1879) und Gymnasium (1890) ist es eine der bedeutendsten und traditionsreichsten Zeitschriften auf dem Gebiet der Klassischen Philologie im deutschsprachigen Raum und zählt damit auch zu den international angesehensten Periodika des Fachs.
Die Aufsätze und Miszellen des Rheinischen Museums sind in einer Datenbank der Universität Köln online verfügbar. Die Jahrgänge 1827–1999 wurden mit einem von der Deutschen Forschungsgemeinschaft geförderten Projekt digitalisiert, die weiteren Jahrgänge werden mit einer Moving Wall von zwei Jahren zur Verfügung gestellt.

## Herausgeber
| Zeit                                                                                  | Name |
| ------------------------------------------------------------------------------------- | --- |
| Rheinisches Museum für Philologie, Geschichte und griechische Philosophie (1827–1829) | |
| 1827                                                                                  | August Boeckh |
| 1827–1829                                                                             | Barthold Georg Niebuhr |
| 1827–1829                                                                             | Christian August Brandis |
| Rheinisches Museum für Philologie (1836–1839)                                         | |
| 1833–1839                                                                             | Friedrich Gottlieb Welcker |
| 1833–1839                                                                             | August Ferdinand Naeke |
| Rheinisches Museum für Philologie: Neue Folge (1842–1920, 1924–1944, seit 1950)       | |
| 1842–1869                                                                             | Friedrich Gottlieb Welcker |
| 1842–1876                                                                             | Friedrich Ritschl |
| 1850–1854                                                                             | Jacob Bernays |
| 1869–1876                                                                             | Anton Klette |
| 1876–1898                                                                             | Otto Ribbeck |
| 1877–1908                                                                             | Franz Bücheler |
| 1899–1905                                                                             | Hermann Usener |
| 1905–1920                                                                             | August Brinkmann |
| 1924–1934                                                                             | Friedrich Marx |
| 1935–1944                                                                             | Ernst Bickel |
| Rheinisches Museum für Philologie (seit 1950)                                         | |
| 1950–1960                                                                             | Ernst Bickel |
| 1957–1984                                                                             | Hans Herter |
| 1985–1991                                                                             | Carl Werner Müller |
| 1991–1996                                                                             | Carl Werner Müller in Verbindung mit Bernd Manuwald und Clemens Zintzen                                                                  |
| 1997–2002                                                                             | Bernd Manuwald in Verbindung mit Carl Werner Müller und Clemens Zintzen                                                                  |
| 2003–2012                                                                             | … mit Carl Werner Müller, Stephan Schröder und Clemens Zintzen                                                                           |
| 2013–2016                                                                             | René Nünlist und Peter Schenk in Verbindung mit Bernd Manuwald, Carl Werner Müller, Markus Schauer, Stephan Schröder und Clemens Zintzen |
| 2017–2018                                                                             | Peter Schenk und Stephan Schröder in Verbindung mit Bernd Manuwald, Carl Werner Müller, René Nünlist, Markus Schauer und Clemens Zintzen |
| seit 2019                                                                             | Peter Schenk und Stephan Schröder in Verbindung mit Bernd Manuwald, Markus Schauer und Clemens Zintzen                                   |